# Чермоз
Чормоз (на руски: Чёрмоз) е град в Русия, разположен в Илински район, Пермски край.
Населението му към 1 януари 2018 година е 3457 души.